# پک‌منیجر
پک (متصل‌کننده خودکار پرل) منیجر نرم‌افزاری است آزاد که نوعی شبیه‌ساز ترمینال برای لینوکس است. این نرم‌افزار تحت گنوGPL نسخه ۳ است.

## قابلیت‌ها
- اتصال/راه اندازی گرافیکی به ماشین‌ها از راه دور.

## Screenshots

PAC Screenshots
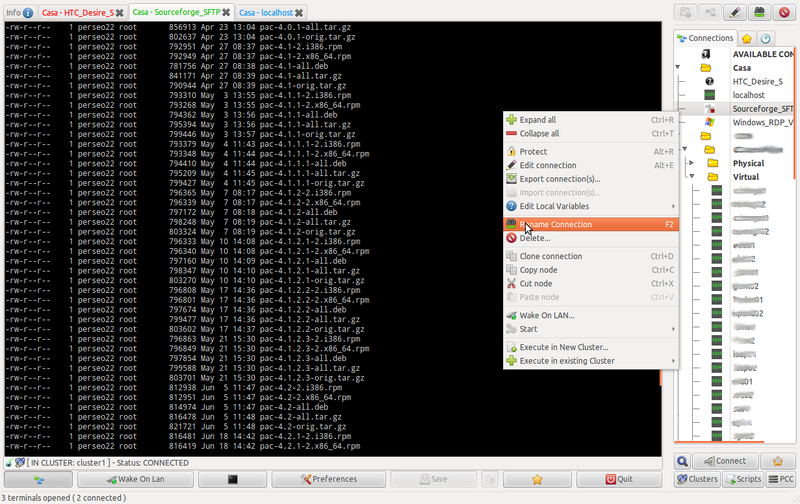
Main tabs page
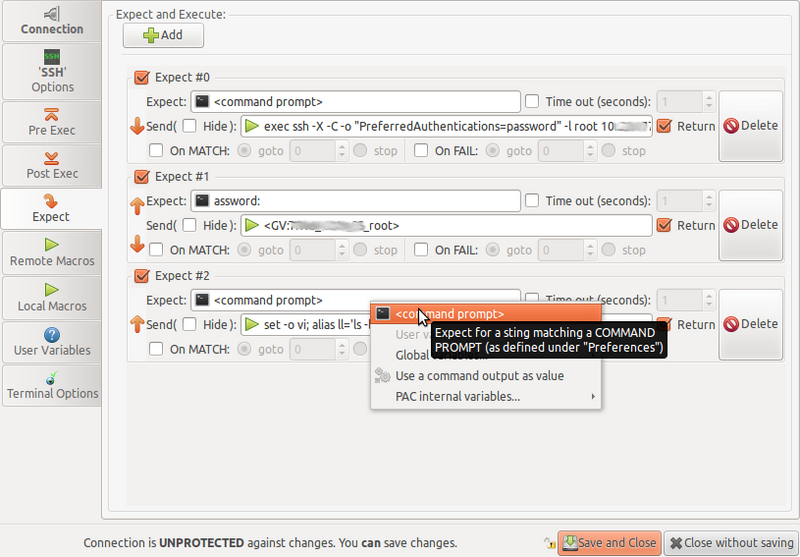
Connection Edit
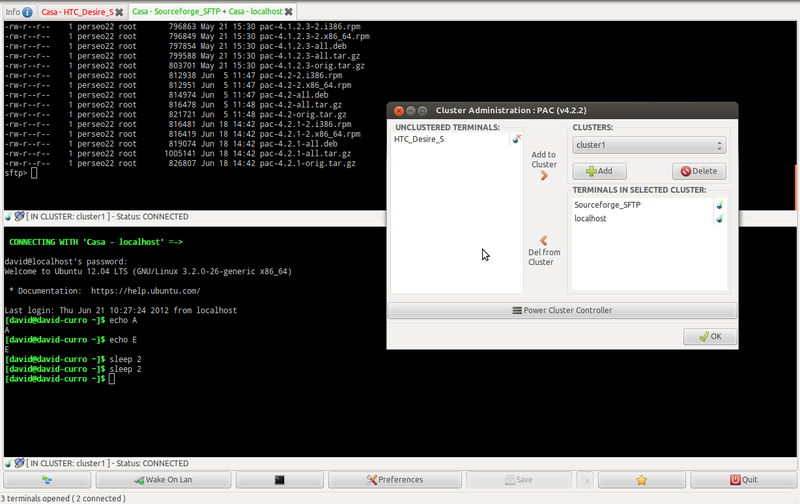
Split connections and Cluster view
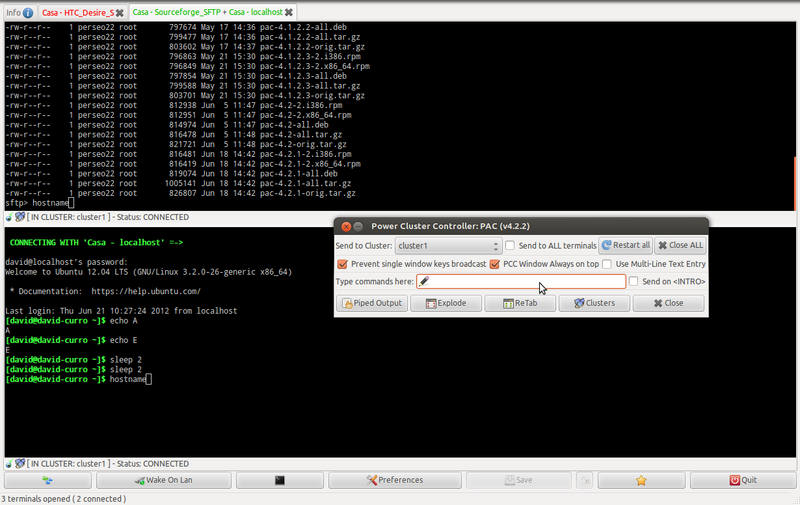
Split connections and PCC view
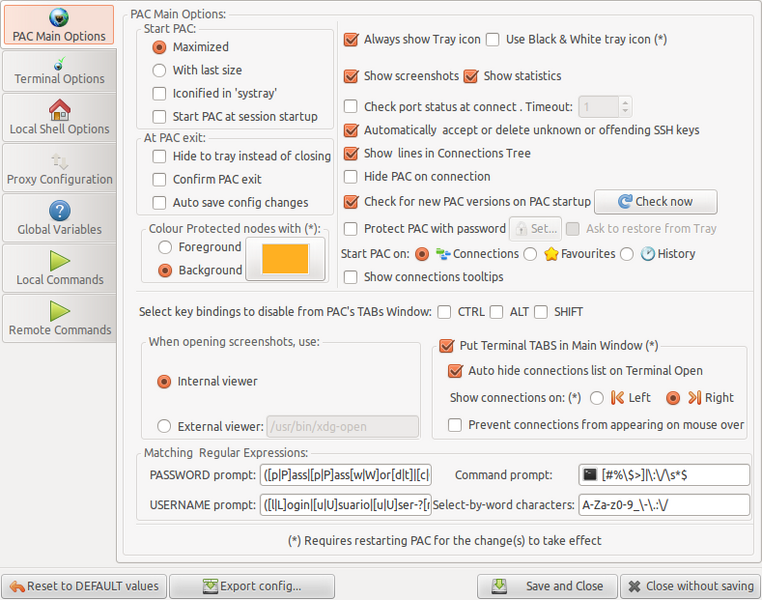
Global preferences window
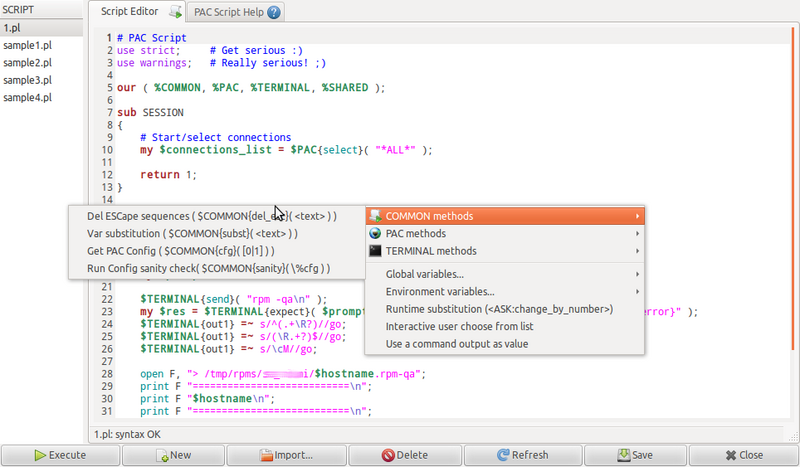
PAC Scripts Editor with syntax highlight